# Pteropus tokudae
Pteropus tokudae е изчезнал вид бозайник от семейство Плодоядни прилепи (Pteropodidae).